# Tour du Draillant
La tour du Draillant est un site archéologique situé à Perrignier, en France.

## Localisation
le site archéologique est situé dans le département français de la Haute-Savoie, sur la commune de Perrignier.

## Historique
L'édifice est inscrit au titre des monuments historiques en 1990.